# Xanthorhoe granitalis
Xanthorhoe granitalis är en fjärilsart som beskrevs av Butler 1889. Xanthorhoe granitalis ingår i släktet Xanthorhoe och familjen mätare. Inga underarter finns listade i Catalogue of Life.